# Distretto di Kemer (Burdur)
Il distretto di Kemer (in turco Kemer ilçesi) è uno dei distretti della provincia di Burdur, in Turchia.